# Lima Aafshid
Lima Aafshid   (nascida no Afeganistão) é uma poetisa e escritora afegã, membro da Associação de Poesia Sher-e-daneshgah, da Universidade de Cabul, capital do Afeganistão. Em 2021, ela apareceu na lista das 100 mulheres publicada anualmente pela BBC.

## Carreira e ativismo
Lima Aafshid estudou jornalismo na Universidade de Cabul e trabalhou como repórter independente e comentarista por cinco anos após sua formatura.
Em entrevista à revista Time em 2020, ela falou sobre a necessidade das mulheres afegãs publicarem sob pseudônimo e as vantagens oferecidas pelas novas tecnologias para poder compartilhar esse trabalho remotamente, para evitar a repressão do Talibã.
As poesias e os artigos de Lima Aafshid desafiam as normas patriarcais da cultura afegã.
Ela também é membro fundadora da Sher-e-daneshgah, uma Associação de Poesia de Cabul. O grupo é formado, em sua maioria, por estudantes de classe média na casa dos 20 anos de idade. Durante a pandemia, realizaram sessões virtuais de poesia para ajudar os 200 membros a manterem sua saúde mental.

## Reconhecimentos
Em 2021, Lima Aafshid apareceu na lista das 100 mulheres publicada anualmente pela BBC.
Ela também recebeu o prêmio Qahar Assi, o prêmio de maior prestígio da literatura farsi no Afeganistão.